# Meduno
Meduno (friülà Midun ) és un municipi italià, dins de la província de Pordenone. L'any 2007 tenia 1.709 habitants. Limita amb els municipis de Cavasso Nuovo, Frisanco, Sequals, Tramonti di Sopra, Tramonti di Sotto i Travesio.

## Administració
| Període | Identitat     | Partit        |
| ------- | ------------- | ------------- |
| 2004-   | Lino Canderan | La Margherita |